# Copelatus rivalis
Copelatus rivalis är en skalbaggsart som beskrevs av Guignot 1952. Copelatus rivalis ingår i släktet Copelatus och familjen dykare. Inga underarter finns listade i Catalogue of Life.